# Chilabothrus granti
Chilabothrus granti (boa de las Islas Vírgenes) es una boa que pertenece al género Chilabothrus de la subfamilia Boinae.

## Distribución
Se pueden encontrar en los siguientes territorios:
- Puerto Rico
- Islas Vírgenes Británicas
- Islas Vírgenes de los Estados Unidos

## Amenazas
La destrucción del hábitat continúa a gran velocidad. Esto incluye la limpieza del terreno en Red Hoot St Thomas (USVI) para viviendas y desarrollos comerciales públicos y privados; en Río Grande (PR) para desarrollo comercial y en Isla Culebra para agricultura y viviendas para ocupantes ilegales.